# Wino miodowe
Wino miodowe – wino owocowe z dodatkiem miodu pitnego lub sporządzone przez fermentację moszczu z dodatkiem miodu.